# IC 970
IC 970 ist eine linsenförmige Galaxie vom Hubble-Typ SB0-a im Sternbild Bärenhüter am Nordsternhimmel. Sie ist schätzungsweise 182 Millionen Lichtjahre von der Milchstraße entfernt.
Das Objekt wurde am 24. Mai 1892 von dem französischen Astronomen Stéphane Javelle entdeckt.